# 薩爾攻勢

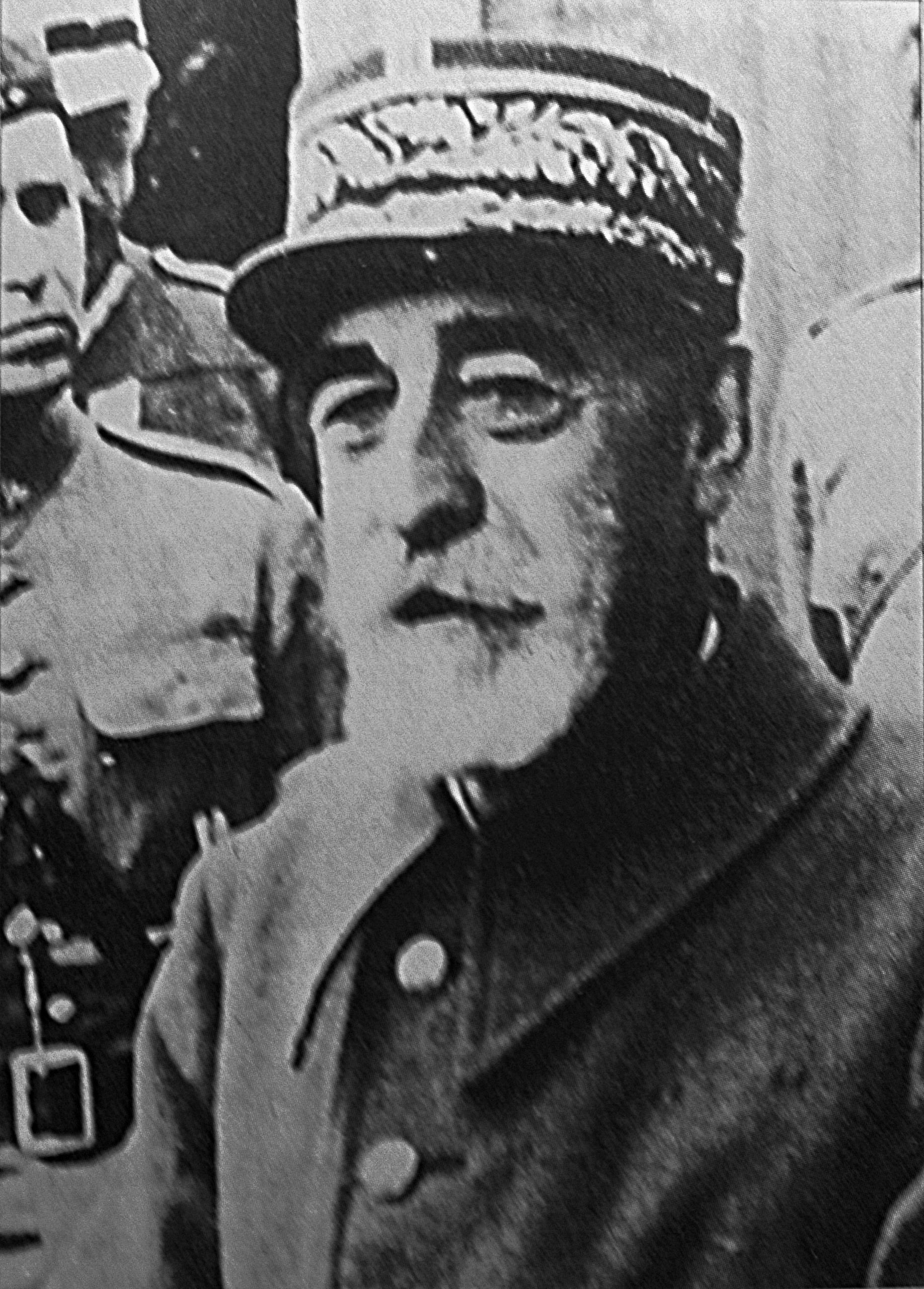
路易斯·筱柚為駐波蘭法國軍事代表團指揮官

薩爾攻勢是一個法國在第二次世界大戰早期在薩爾地區對德國陸軍第1軍團採取的軍事行動，攻勢之目的是援助當時被德軍攻擊的波蘭，然而攻勢後來被中止。 
根據法國和波蘭的軍事協定：法國軍隊動員開始後3天籌備大規模攻勢並必須有效地控制法國邊界和德軍防線之間的地區，進而深入德國防線。
法國的進攻於9月7日在萊茵河谷開始，即法國對德國宣戰4天之後。當時德意志國防軍被集中進攻波蘭，法軍相对于駐守邊界的德軍有著壓倒性的數量優勢。不過法軍狐疑不前的行動對即將陷落的波蘭並未帶來有效幫助。11個法軍的師面对德軍微弱的反抗，沿著薩爾布呂肯一帶長32公里的地區前進，法軍前進深入了8公里，在德軍撤離、沒有任何抵抗的条件下攻佔了大約20個村莊，然而在法軍奪取了瓦恩特森林大約3平方英里滿佈地雷的德國領土之后，法軍三心兩意的進攻被下令終止。
這次攻勢沒有迫使德軍向西線大量调兵，法军的攻擊由大約僅由10個師實施。9月12日英法戰爭最高會議首次聚集在法國阿布維爾，會議決定一切進攻行動將被立即停止。 莫里斯·甘末林命令他的部隊在德軍的齊格飛防線前“不少於1公里”的地方停止，而波蘭對此決定一無所知，相反甘未林通知愛德華·雷茲-希米格維元帥说他麾下一半的師正與敵人接觸，而法軍的進攻已经迫使德意志國防軍最少6個師從波蘭撤回德國。翌日駐波蘭法國軍事代表團指揮官路易斯·筱柚將軍通知波蘭參謀長瓦茨瓦·斯塔契维奇將軍，計畫中在西部戰線的主要進攻必須被推遲到9月17日至9月20日。與此同時法軍各師奉命撤退到他們沿馬其諾防線的軍營，德軍也在9月16日至17日從波蘭戰線調回精銳部隊，重新奪回法軍在撤兵後放棄的土地，兩國邊界回復戰前狀態，假戰隨之開始。
在1945年的紐倫堡審判中，上庭的德國將軍齊格非·韋斯特法爾亦指出：「如果1939年9月時法國真的全面進攻的話，我估計德軍只能撐一至兩個星期。」

## 註腳
1. ↑  杰克逊（2022年），第87页
2. ↑  "Berlin Diary" by William Shirer, 20 October 1939
3. ↑  World at War - "France Falls" - Thames TV